# Balantiopteryx
Balantiopteryx — рід мішкокрилих кажанів родини Emballonuridae. Представники роду поширені в Центральній Америці.

## Види
- Balantiopteryx infusca
- Balantiopteryx io
- Balantiopteryx plicata

## Морфологія
Голова і тіло довжиною 48—55 мм, хвіст довжиною 12—21 мм, передпліччя  довжиною 35—49 мм, вага дорослих 4—9 гр. Верх темний каштаново-коричневий, темно-коричневий чи темно-сірий, низ зазвичай блідіший. Є підкрильні сумки.

## Поведінка
Це стадні кажани, колонії можуть вміщувати до 2000 особин. Вилітають на початку вечора, часто до заходу сонця щоб полювати на комах.